# Mercat d'Horta
El mercat d'Horta és un edifici que ocupa l'illa dels carrers del Tajo, Maria Paretas, Mestre Serradesanferm i baixada de la Plana del barri homònim de Barcelona, catalogat com a bé amb elements d'interès.

## Història i descripció
El primer mercat d'Horta es va establir el 1886 a la plaça del Mercat, actualment d'Eivissa, on es van construir 28 barraques. Tanmateix, la manca d'espai a la plaça, on a més de les barraques i la brossa que s'acumulava per tot arreu, hi arribava el tramvia i dues línies d'autobús, a més del trànsit continuat de carros, cavalleries i autos, que comportava un perill moltes vegades denunciat.
L'Ajuntament d'Horta va comprar uns terrenys de can Bransí, a tocar de la riera d'Horta, avui carrer del Tajo, on hi va construir el mercat, inaugurat el 25 de gener del 1951, segons el projecte de l'arquitecte municipal Ramon Termes i Mauri. De planta quadrada, comptava amb 16 parades de peix, 40 de fruites i verdures, 6 de llegums i cereals, 4 de queviures, 36 de carn de vedella, be i porc, 9 d'aviram, 7 d'ous i 17 tripaires, a més de les botigues independents.

### Remodelació
El 2021 l'Institut Municipal de Mercats va presentar un projecte de remodelació del mercat, obra dels arquitectes Pere Joan Revetllat i Carles Enrich. El 2023 es va començar a construir un mercat provisional a la confluència dels carrers del Tajo i de Porto, que posteriorment quedarà com a equipament per a altres usos. El mercat actual mantindrà l'estructura de formigó armat, però els tancaments seran vidriats i a la coberta una gran claraboia permetrà l'entrada de llum natural. Tindrà tres plantes sobre del terra i dues soterrades: a la planta baixa, a nivell del carrer del Tajo, hi haurà el mercat de productes frescos; la planta primera, amb una escala mecànica, a nivel del carrer del Mestre Serradesanferm, tindrà un autoservei de productes no frescos; a la planta superior hi haurà les oficines, espais polivalents i maquinària; el primer soterrani serà d'aparcament; i el segon soterrani d'espais logístics.